# Epoch Times
Epoch Times (kinesiska: 大紀元時報?, pinyin: dàjìyuán shíbào) är en internationell grupp tidningar som ingår i medieorganisationen The Epoch Media Group med kopplingar till Falungong. Epoch Times ger ut nyheter via dagstidningar och på Internet på flera språk. Som nyhetstidning har Epoch Times publicerats på kinesiska sedan maj 2000. Den första engelska utgåvan började publiceras på internet i september 2003 och i augusti 2004 som tryckt tidning i New York. Epoch Times grundades av utlandsboende kineser som John Tang och utövare av Falungong som svar på att det inte finns någon oberoende kinesisk media i Kina. Epoch Times har av flera media beskrivits ha en högerextrem inriktning, medan mediagranskaren AllSides beskriver den som "något höger" ("Lean Right") med medelhög konfidens ("medium confidence"). Media Bias/Fact Check klassar till höger på en höger-vänster-skala och som "mixed" på en skala över hur faktabaserad rapporteringen är, och klassar Epoch Times som tvivelaktig källa based on the publication of pseudoscience and the promotion of propaganda and conspiracy theories, as well as numerous failed fact checks.
Företagets huvudkontor ligger i New York, men det finns även lokala nyhetsbyråer och journalister runt om i världen som samarbetar inom nätverket. Tidningens olika utgåvor finansieras huvudsakligen genom annonsförsäljning, och säljs eller ges ut gratis i 33 länder, främst på engelska och kinesiska men även på nio andra språk i tryck, samt på 17 olika språk på Internet. Tryckta upplagor läggs även upp på internet för gratis läsning.
Den svenska upplagan av Epoch Times började publiceras på internet i januari 2006 och sedan januari 2021 finns den även som en papperstidning för prenumeranter.

## Publicering och budskap
The Epoch Times är emot kommunistpartiet i Kina och ger stöd till högerextrema politiker i Europa. En rapport från 2019 av NBC News visade att Epoch Times var den näst största bidragsgivaren till annonsering på Facebook till stöd för Donald Trump inför presidentvalet 2020. Moderorganisationen The Epoch Media Groups nyhetssidor och Youtubekanaler har spridit konspirationsteorier som QAnon och vaccinationsmotståndsteorier.

### Artiklar
I slutet av 2004 publicerade Epoch Times "Nine Commentaries on the Communist Party" (Nio kommentarer om kommunistpartiet). Detta blev starten på Tuidangrörelsen, där de kineser som offentligt vill ta avstånd från och lämna det kinesiska kommunistpartiets (KKP) grepp kan göra det anonymt.
Genom att regelbundet ta upp händelser i Kina och landets ledning, ges detta ett fokus som få andra tidningar eller medier på den internationella marknaden har.

### Falungong
Tidningen ägs inte och kontrolleras inte direkt av Falungong, men är i fri association med rörelsen. De har även hjälpt medlemmar av Tuidangrörelsen att komma till tals genom artiklar om "nio kommentarer om kommunistpartiet". Falungong är en organisation som allmänt sett verkar emot det kinesiska kommunistpartiets legitimitet och styre av Kina. Många av de aktiva på Epoch Times redaktioner är utövare av Falungong.